# 운형자

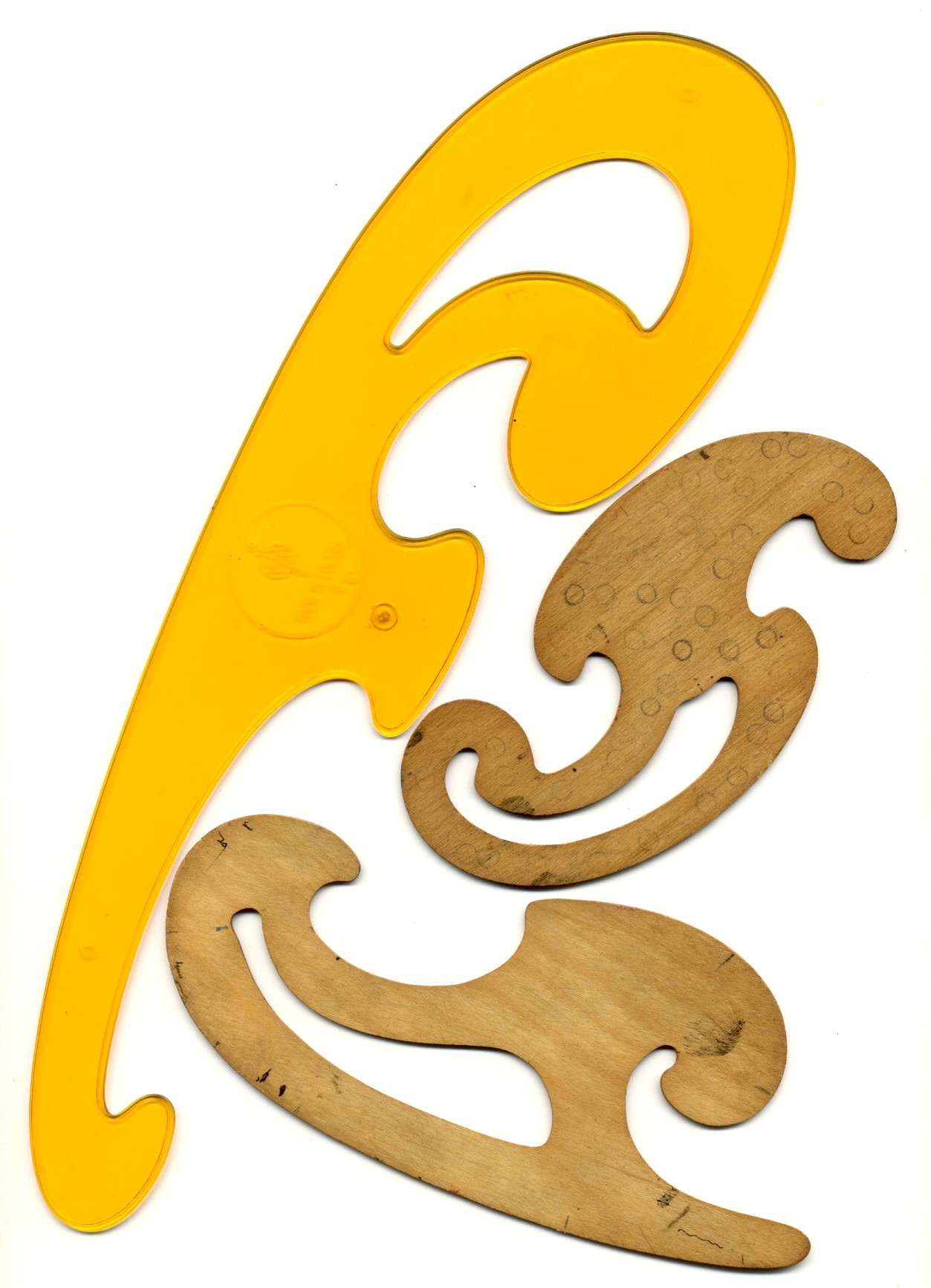

운형자(雲形-, 문화어: 구름자, French curve)는 금속이나 목재, 플라스틱 따위로 만들어 다양한 곡선을 만들 수 있는 틀이다. 또한 운형자는 대개 오일러 곡선의 일부를 떼어놓은 모양을 한다.
운형자를 종이에 대고, 연필이나 나이프 등을 운형자의 모양을 따라 그으면 원하는 결과를 얻을 수 있다.